# Mathilde Pauls
Mathilde Pauls (ur. 26 września 1983 w Berlinie) – brytyjska wioślarka.

## Osiągnięcia
- Mistrzostwa Świata U-23 – Amsterdam 2005 – dwójka podwójna wagi lekkiej – 1. miejsce[1].
- Mistrzostwa Świata – Monachium 2007 – czwórka podwójna wagi lekkiej – 2. miejsce[1].
- Mistrzostwa Europy – Poznań 2007 – dwójka podwójna wagi lekkiej – 4. miejsce[1].
- Mistrzostwa Świata – Linz 2008 – jedynka wagi lekkiej – 9. miejsce[1].